# Joseph Nguyễn Đức Cường
Joseph Nguyễn Đức Cường (Quảng Trường, 14 ottobre 1953) è un vescovo cattolico vietnamita, dal 25 aprile 2018 vescovo di Thanh Hóa.

## Biografia

### Infanzia e formazione
Joseph Nguyễn Đức Cường è nato il 14 ottobre 1953 a Quảng Trường, comune nel distretto di Quảng Xương della provincia di Thanh Hóa, secondogenito di una famiglia piuttosto povera ma devotamente cattolica con dieci figli. L'anno successivo alla sua nascita, la sua famiglia dovette fuggire al sud stabilendosi a Ðà Lat. Ha iniziato il suo percorso di studi presso il seminario minore Simon Hòa di Ðà Lat nel 1969 e poi è passato al seminario maggiore di Ðà Lat. Successivamente ha continuato nel Pontificio Collegio San Pio X, sempre a Ðà Lat. Ha completato la formazione sacerdotale presso il seminario maggiore San Giuseppe di Saigon.

### Ministero sacerdotale
È stato ordinato presbitero il 27 giugno 1992 dall'arcivescovo Paul Nguyễn Văn Bình, incardinandosi nella diocesi di Ðà Lat. Dopo l'ordinazione sacerdotale è stato vicario parrocchiale della parrocchia di Tân Thanh, fino al 2001, e successivamente prima vicario parrocchiale e poi parroco di Tân Bùi. Dal 2015 è stato parroco e decano di Madagui. Ha svolto anche l'incarico di vicario giudiziario del Tribunale del matrimonio dal 2010 al 2017. Nel 2017 è stato nominato vicerettore del seminario Minh Hòa. Nel 2014 è stato nominato vicepresidente della Commissione per il catechismo della Conferenza episcopale vietnamita. Nel 2012 si è recato a Manila per motivi di studio presso l'East Asian Pastoral Institute.

### Ministero episcopale
Il 25 aprile 2018 papa Francesco lo ha nominato vescovo di Thanh Hóa. Ha ricevuto l'ordinazione episcopale il 27 giugno 2018 per l'imposizione delle mani dell'arcivescovo Joseph Nguyễn Chí Linh. In seno alla conferenza episcopale del Vietnam è stato eletto presidente per la commissione giustizia e pace nel 2019.

## Genealogia episcopale
La genealogia episcopale è:
- Cardinale Scipione Rebiba
- Cardinale Giulio Antonio Santori
- Cardinale Girolamo Bernerio, O.P.
- Arcivescovo Galeazzo Sanvitale
- Cardinale Ludovico Ludovisi
- Cardinale Luigi Caetani
- Cardinale Ulderico Carpegna
- Cardinale Paluzzo Paluzzi Altieri degli Albertoni
- Papa Benedetto XIII
- Papa Benedetto XIV
- Papa Clemente XIII
- Cardinale Marcantonio Colonna
- Cardinale Giacinto Sigismondo Gerdil, B.
- Cardinale Giulio Maria della Somaglia
- Cardinale Carlo Odescalchi, S.I.
- Cardinale Costantino Patrizi Naro
- Cardinale Lucido Maria Parocchi
- Papa Pio X
- Papa Benedetto XV
- Papa Pio XII
- Cardinale Eugène Tisserant
- Papa Paolo VI
- Arcivescovo Angelo Palmas
- Vescovo Pierre Nguyễn Huy Mai
- Vescovo Paul Nguyễn Văn Hòa
- Arcivescovo Joseph Nguyễn Chí Linh
- Vescovo Joseph Nguyễn Đức Cường